# Van Doorninck
Van Doorninck is een Nederlandstalige familienaam. De naam verwijst mogelijk naar de Belgische stad Doornik, maar dat is niet met zekerheid vastgesteld. Wel is zeker dat het om een toponiem gaat.
De naam Van Doorninck kwam in Nederland in 2007 33 keer voor en in 2014 ook in andere landen, maar niet in België (2008).

## Nederland's Patriciaat
Enkele naamdragers maken of maakten deel uit van een geslacht dat is opgenomen in het Nederland's Patriciaat. Familieleden hiervan zijn vooral te vinden in de omgeving van Deventer en Olst.

### Enkele telgen
- Damiaen Joan van Doorninck (Deventer, 2 augustus 1741 – Deventer,  9 december 1787), burgemeester van Deventer, gecommitteerde ter Landdage, lid van de Generaliteitsrekenkamer en gedeputeerde ter Staten-Generaal
  - Martinus van Doorninck (1775 – 1837), burgemeester van Deventer en lid van de Tweede Kamer der Staten-Generaal
    - Damiaen Joan van Doorninck (1807 – 1873)
      - Jan Izaäc van Doorninck (1840 – 1889)
        - Jan Adolph van Doorninck (1879 – 1951), veevoederhandelaar 
          - Werner Heinrich van Doorninck (1914 – 1943), ingenieur en verzetsstrijder; op 28-jarige leeftijd gefusilleerd[8]

        - Jacob Martinus van Doorninck (1883 – 1954)

    - Jan van Doorninck (10 september 1809 –  22 maart 1869), archivaris van Overijssel[9]
    - Martinus van Doorninck (luitenant-kolonel) (1813 – 1867)
      - Martinus van Doorninck  (1847 – 1886) 
        - Anton van Doorninck (1874 – 1952), thesaurier-generaal
          - Martinus van Doorninck (schrijver) (1903 – 1980), rechter in Amsterdam, musicoloog

        - Theodoor van Doorninck (1878 – 1958), president van de rechtbank in Maastricht

  - Adam van Doorninck (1777 – 1846)  
    - Martinus van Doorninck (1810 - 1857), rechter
      - Adam van Doorninck (1852 - 1926), theoloog, leraar Hebreeuws
        - Johan Willem van Doorninck (1887 1968), landheer Groot Spriel[10]

    - Damiaen Johan van Doorninck (1816 – 1858)
      - Adam van Doorninck (1856 – 1936)
        - Damiaen Joan van Doorninck (1902 – 1987), marineofficier, ontsnapte uit Colditz